# Lloyd Doyley
Lloyd Colin Doyley (Harrow, 1º dicembre 1982) è un ex calciatore inglese naturalizzato giamaicano, di ruolo difensore.
Soprannominato Lloydinho dai propri tifosi, nel corso della sua carriera professionistica ha vestito per oltre 20 anni la maglia degli Hornets, società di cui è ritenuto una bandiera.

## Biografia
Possiede la cittadinanza giamaicana grazie alle origini dei genitori.

## Caratteristiche tecniche
Terzino destro - in grado di giocare su entrambe le fasce - adattabile all'occorrenza a centrale difensivo.

## Carriera

### Club

#### Watford
All'età di 9 viene tesserato dal settore giovanile del Watford. Aggregato alla prima squadra - insieme ad altri giovani provenienti dal settore giovanile - sotto la guida di Gianluca Vialli, esordisce tra i professionisti il 26 settembre 2001 in Watford-Birmingham City (3-3), sostituendo Pierre Issa al 27' per infortunio.
Con l'arrivo di Aidy Boothroyd sulla panchina degli Hornets diventa perno imprescindibile della formazione, che il 21 maggio 2006 - imponendosi per 0-3 ai danni del Leeds nella finale play-off disputata al Millennium Stadium - ottiene la promozione in Premier League.
Il 2 aprile 2013 gioca la sua 400ª gara con il Watford. Il 27 marzo 2014 si accorda con la società sulla base di un prolungamento annuale.
Complice un infortunio al collo, la società decide di non rinnovargli il contratto. Il calciatore - in comune accordo con la società - prosegue la riabilitazione nell'impianto sportivo degli Hornets.

#### Rotherham United
Voluto dal tecnico Neil Warnock, il 19 febbraio 2016 - dopo aver sostenuto un periodo in prova - viene tesserato a parametro zero dal Rotherham United, firmando un contratto valido fino al termine della stagione. Esordisce con i Millers il giorno successivo contro il Burnley, venendo sostituito al 27' della ripresa da Leon Best.
In ritardo di condizione e alle prese con diversi acciacchi fisici, il 20 maggio la società annuncia che si libererà a parametro zero a fine stagione.
Il 7 ottobre 2016 si lega fino a fine stagione al Colchester United, in League Two.

### Nazionale
Il 9 marzo 2013 viene convocato dalla selezione giamaicana in vista degli impegni di qualificazione ai Mondiali 2014 contro Panamá e Costa Rica. Esordisce con i Reggae Boyz - da titolare - il 26 marzo contro in Costa Rica-Giamaica (2-0).

## Statistiche

### Presenze e reti nei club
Statistiche aggiornate al 29 ottobre 2016.
| Stagione        | Squadra           | Campionato      | Campionato | Campionato | Coppe nazionali | Coppe nazionali | Coppe nazionali | Coppe continentali | Coppe continentali | Coppe continentali | Altre coppe | Altre coppe | Altre coppe | Totale | Totale |
| Stagione        | Squadra           | Comp            | Pres       | Reti       | Comp            | Pres            | Reti            | Comp               | Pres               | Reti               | Comp        | Pres        | Reti        | Pres   | Reti   |
| --------------- | ----------------- | --------------- | ---------- | ---------- | --------------- | --------------- | --------------- | ------------------ | ------------------ | ------------------ | ----------- | ----------- | ----------- | ------ | ------ |
| 2001-2002       | Watford           | FD              | 20         | 0          | FACup+CdL       | 0+1             | 0               | -                  | -                  | -                  | -           | -           | -           | 21     | 0      |
| 2002-2003       | Watford           | FD              | 22         | 0          | FACup+CdL       | 1+1             | 0               | -                  | -                  | -                  | -           | -           | -           | 24     | 0      |
| 2003-2004       | Watford           | FD              | 9          | 0          | FACup+CdL       | 1+2             | 0               | -                  | -                  | -                  | -           | -           | -           | 12     | 0      |
| 2004-2005       | Watford           | FLC             | 29         | 0          | FACup+CdL       | 0+4             | 0               | -                  | -                  | -                  | -           | -           | -           | 33     | 0      |
| 2005-2006       | Watford           | FLC             | 44+3       | 0          | FACup+CdL       | 1+2             | 0               | -                  | -                  | -                  | -           | -           | -           | 50     | 0      |
| 2006-2007       | Watford           | PL              | 21         | 0          | FACup+CdL       | 2+2             | 0               | -                  | -                  | -                  | -           | -           | -           | 25     | 0      |
| 2007-2008       | Watford           | FLC             | 36+1       | 0          | FACup+CdL       | 2+0             | 0               | -                  | -                  | -                  | -           | -           | -           | 39     | 0      |
| 2008-2009       | Watford           | FLC             | 37         | 0          | FACup+CdL       | 2+4             | 0               | -                  | -                  | -                  | -           | -           | -           | 43     | 0      |
| 2009-2010       | Watford           | FLC             | 44         | 1          | FACup+CdL       | 1+2             | 0               | -                  | -                  | -                  | -           | -           | -           | 47     | 1      |
| 2010-2011       | Watford           | FLC             | 36         | 0          | FACup+CdL       | 2+2             | 0               | -                  | -                  | -                  | -           | -           | -           | 40     | 0      |
| 2011-2012       | Watford           | FLC             | 33         | 0          | FACup+CdL       | 2+1             | 0               | -                  | -                  | -                  | -           | -           | -           | 36     | 0      |
| 2012-2013       | Watford           | FLC             | 34+3       | 1          | FACup+CdL       | 1+1             | 0               | -                  | -                  | -                  | -           | -           | -           | 39     | 1      |
| 2013-2014       | Watford           | FLC             | 24         | 0          | FACup+CdL       | 1+1             | 0               | -                  | -                  | -                  | -           | -           | -           | 26     | 0      |
| 2014-2015       | Watford           | FLC             | 6          | 0          | FACup+CdL       | 0+2             | 0               | -                  | -                  | -                  | -           | -           | -           | 8      | 0      |
| Totale Watford  | Totale Watford    | Totale Watford  | 395+7      | 2          |                 | 41              | 0               |                    | -                  | -                  |             | -           | -           | 443    | 2      |
| feb.-giu. 2016  | Rotherham United  | FLC             | 3          | 0          | FACup+CdL       | -               | -               | -                  | -                  | -                  | -           | -           | -           | 3      | 0      |
| 2016-2017       | Colchester United | FL2             | 1          | 0          | FACup+CdL       | 0               | 0               | -                  | -                  | -                  | FLT         | 0           | 0           | 1      | 0      |
| Totale carriera | Totale carriera   | Totale carriera | 406        | 2          |                 | 41              | 0               |                    | -                  | -                  |             | -           | -           | 447    | 2      |

### Cronologia presenze e reti in nazionale
| Cronologia completa delle presenze e delle reti in nazionale ― Giamaica | Cronologia completa delle presenze e delle reti in nazionale ― Giamaica | Cronologia completa delle presenze e delle reti in nazionale ― Giamaica | Cronologia completa delle presenze e delle reti in nazionale ― Giamaica | Cronologia completa delle presenze e delle reti in nazionale ― Giamaica | Cronologia completa delle presenze e delle reti in nazionale ― Giamaica | Cronologia completa delle presenze e delle reti in nazionale ― Giamaica | Cronologia completa delle presenze e delle reti in nazionale ― Giamaica |
| Data                                                                    | Città                                                                   | In casa                                                                 | Risultato                                                               | Ospiti                                                                  | Competizione                                                            | Reti                                                                    | Note                                                                    |
| ----------------------------------------------------------------------- | ----------------------------------------------------------------------- | ----------------------------------------------------------------------- | ----------------------------------------------------------------------- | ----------------------------------------------------------------------- | ----------------------------------------------------------------------- | ----------------------------------------------------------------------- | ----------------------------------------------------------------------- |
| 26-03-2013                                                              | San José                                                                | Costa Rica                                                              | 2 – 0                                                                   | Giamaica                                                                | Qual. Mondiali 2014                                                     | -                                                                       |                                                                         |
| 06-09-2013                                                              | Panamá                                                                  | Panama                                                                  | 0 – 0                                                                   | Giamaica                                                                | Qual. Mondiali 2014                                                     | -                                                                       |                                                                         |
| 10-09-2013                                                              | Kingston                                                                | Giamaica                                                                | 1 – 1                                                                   | Costa Rica                                                              | Qual. Mondiali 2014                                                     | -                                                                       |                                                                         |
| 11-10-2013                                                              | Kansas City                                                             | Stati Uniti                                                             | 2 – 0                                                                   | Giamaica                                                                | Qual. Mondiali 2014                                                     | -                                                                       |                                                                         |
| 15-10-2013                                                              | Kingston                                                                | Giamaica                                                                | 2 – 2                                                                   | Honduras                                                                | Qual. Mondiali 2014                                                     | -                                                                       | 62’                                                                     |
| 26-05-2014                                                              | Harrison                                                                | Serbia                                                                  | 2 – 1                                                                   | Giamaica                                                                | Amichevole                                                              | -                                                                       |                                                                         |
| 30-05-2014                                                              | Lucerna                                                                 | Svizzera                                                                | 1 – 0                                                                   | Giamaica                                                                | Amichevole                                                              | -                                                                       |                                                                         |
| 04-06-2014                                                              | Londra                                                                  | Giamaica                                                                | 2 – 2                                                                   | Egitto                                                                  | Amichevole                                                              | -                                                                       | 81’                                                                     |
| 08-06-2014                                                              | Lilla                                                                   | Francia                                                                 | 8 – 0                                                                   | Giamaica                                                                | Amichevole                                                              | -                                                                       |                                                                         |
| Totale                                                                  |                                                                         | Presenze                                                                | 9                                                                       |                                                                         | Reti                                                                    | 0                                                                       |                                                                         |